# Crklada
Crklada is een plaats in de gemeente Vižinada in de Kroatische provincie Istrië. De plaats telt 106 inwoners (2001).